# Antonio Medellín
Antonio Medellín (Mexikóváros, 1942. április 15. – Mexikóváros, 2017. június 18.) mexikói színész.

## Filmjei

### Mozifilmek
- Las troyanas (1963)
- Los tres farsantes (1965)
- Su excelencia (1967)
- Arrullo de Dios (1967)
- Blue Demon destructor de espias (1968)
- Pubertinaje (1971)
- Hernán Cortez (1974, rövidfilm)
- Mamá solita (1980)
- Eltűntnek nyilvánítva (Missing) (1982)
- Aquel famoso Remington (1982)
- ¿Nos traicionará el presidente? (1988)
- El hijo de Lamberto Quintero (1990)

### Tv-filmek
- Rubí... La descarada (2004)

### Tv-sorozatok
- El profesor Valdez (1962, három epizódban)
- Gran teatro (1963–1964, hét epizódban)
- Siempre tuya (1964, három epizódban)
- El dolor de vivir (1964, három epizódban)
- Juan Jose (1964, egy epizódban)
- Casa de huespedes (1965, egy epizódban)
- Vértigo (1966, három epizódban)
- El ídolo (1966, három epizódban)
- Atormentada (1967, három epizódban)
- Rubi (1968, öt epizódban)
- Los caudillos (1968, három epizódban)
- Águeda (1968, három epizódban)
- Secreto para tres (1969, egy epizódban)
- Del altar a la tumba (1969, három epizódban)
- La gata (1970, három epizódban)
- La constitución (1970, három epizódban)
- La recogida (1971, három epizódban)
- Aqui está Felipe Reyes (1972, három epizódban)
- El milagro de vivir (1975, egy epizódban)
- Yo no pedi vivir (1977, három epizódban)
- María José (1978, három epizódban)
- La trampa (1978, egy epizódban)
- Viviana (1978, egy epizódban)
- Caminemos (1980, három epizódban)
- Quiéreme siempre (1981, három epizódban)
- Vanessa (1982, három epizódban)
- Bodas de odio (1983, három epizódban)
- Esperándote (1985, három epizódban)
- El padre Gallo (1986, három epizódban)
- Senda de gloria (1987, három epizódban)
- Las grandes aguas (1989, három epizódban)
- Ángeles blancos (1990, egy epizódban)
- Muchachitas (1991, három epizódban)
- El vuelo del águila (1994, egy epizódban)
- María (1995, egy epizódban)
- La antorcha encendida (1996, egy epizódban)
- La jaula de oro (1997, 14 epizódban)
- Ramona (2000, egy epizódban)
- María Belén (2002, egy epizódban)
- Niña... amada mía (2003, egy epizódban)
- Amarte es mi pecado (2004, egy epizódban)
- Rubí, az elbűvölő szörnyeteg (Rubí) (2004, egy epizódban)
- Barrera de amor (2005, három epizódban)
- A vadmacska új élete (Contra viento y marea) (2005, egy epizódban)
- Sexo y otros secretos (2007, egy epizódban)
- Fuego en la sangre (2008, négy epizódban)
- Az én bűnöm (Mi pecado) (2009, 105 epizódban)
- Időtlen szerelem (Cuando me enamoro) (2010–2011, 88 epizódban)
- A végzet hatalma (La fuerza del destino) (2011, egy epizódban)
- Como dice el dicho (2011, két epizódban)
- Amit a szív diktál (Porque el amor manda) (2012–2013, 182 epizódban)
- Por siempre mi amor (2013, 17 epizódban)
- A Macska (La Gata) (2014, 12 epizódban)
- Que te perdone Dios (2015, 15 epizódban)
- Veronica aranya (Lo imperdonable) (2015, négy epizódban)
- Ana három arca (Tres veces Ana) (2016, 21 epizódban)